# توپ خودکار

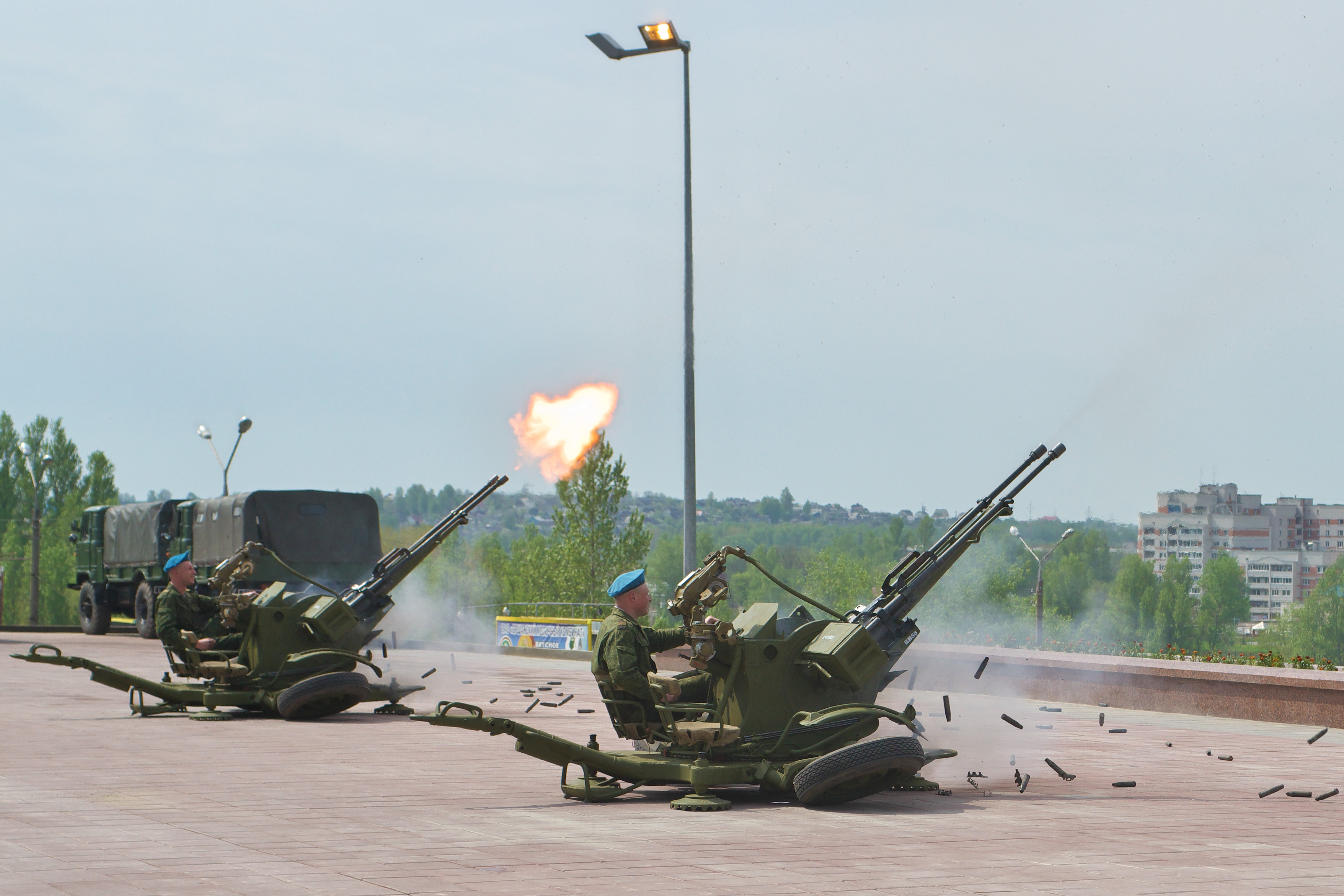
ضدهوایی دولول زو-۳۲-۲ از آشناترین نمونه‌های توپ مسلسل

توپ مسلسل یا توپ اتوماتیک جنگ‌افزاری با نواخت تیر سریع است که گلوله‌های انفجاری یا زره‌شکاف را شلیک می‌کند. توپ‌های مسلسل از کالیبر ۲۰ میلی‌متری و بالاتر استفاده می کنند و از تیربارها بزرگتر هستند اما معمولاً کوچکتر از توپ‌های صحرایی و دیگر ادوات توپخانه‌ای هستند و بارگذاری گلوله در آنها به صورت مکانیکی انجام می‌شود تا نواخت تیر بالاتری پیدا کنند. 
توپ‌های مسلسل مدرن سلاح‌های قابل حمل توسط نفر یا جنگ‌افزار مستقلی نیستند بلکه معمولاً در خودروهای زره‌پوش جنگی، هلیکوپترها، هواپیماها و شناورهای جنگی نصب می‌شوند.
توپ‌های مسلسل هرچند توانایی شلیک سریعی دارند اما این کار باعث داغ شدن آنها خواهد شد. ضمن اینکه قدرت آتش آنها محدود به تعداد گلوله‌هایی است که وسیله نقلیه حامل آنها توانایی حمل آن را دارد. به همین دلایل در بسیاری از موارد نواخت تیر نسبتاً پایینی برای آنها در نظر گرفته می‌شود. توپ‌های مسلسل با نواخت تیر بسیار بالا عمدتاً در جنگنده‌ها برای جنگ‌های هوابه‌هوا استفاده می‌شوند که زمان رویارویی با دشمن بسیار کوتاه است.

## نگارخانه

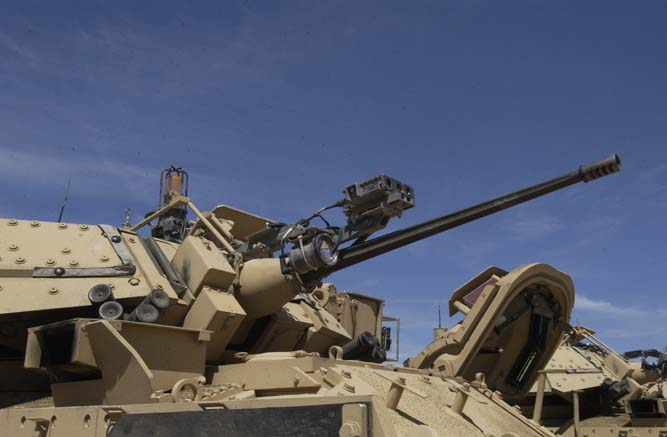
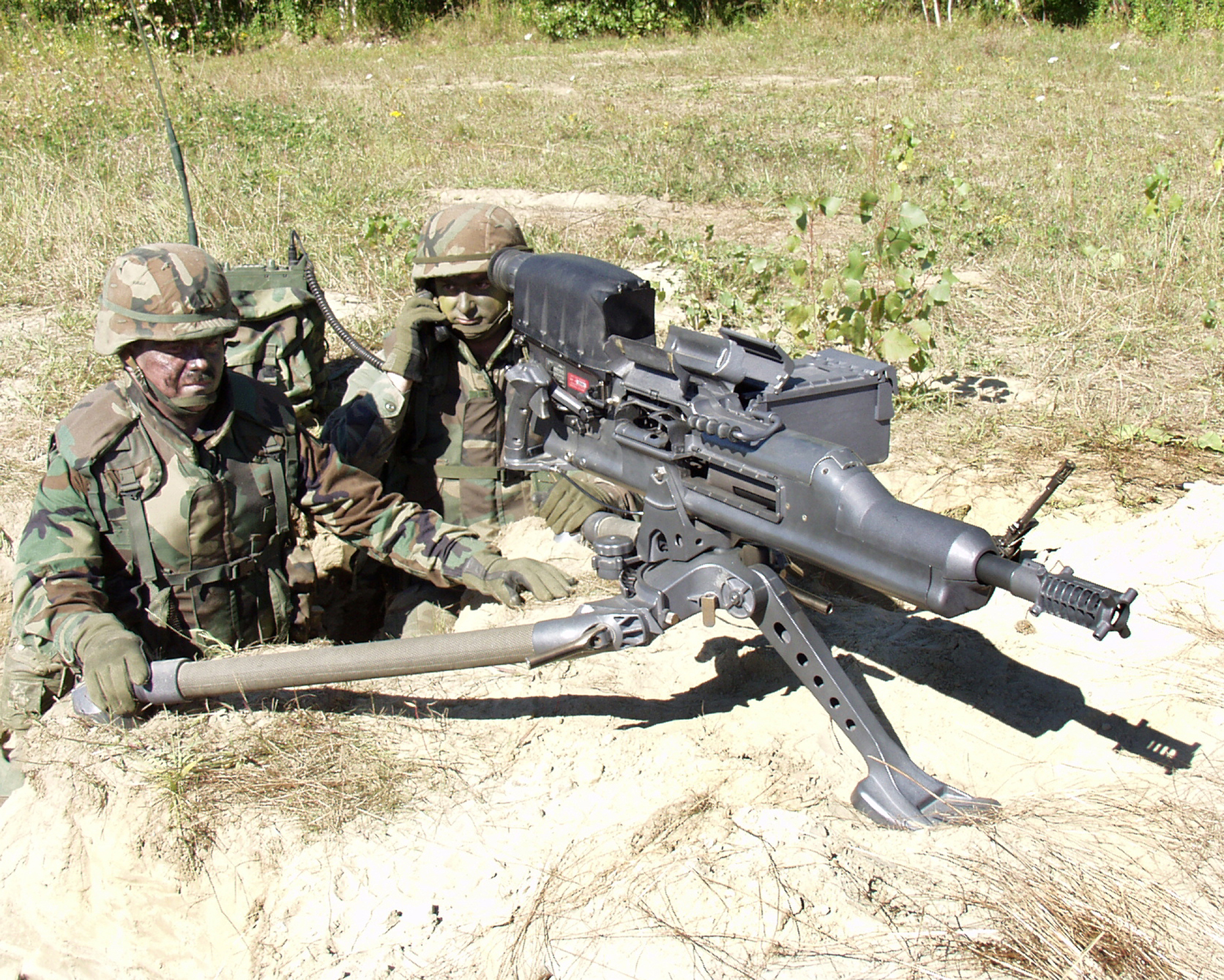
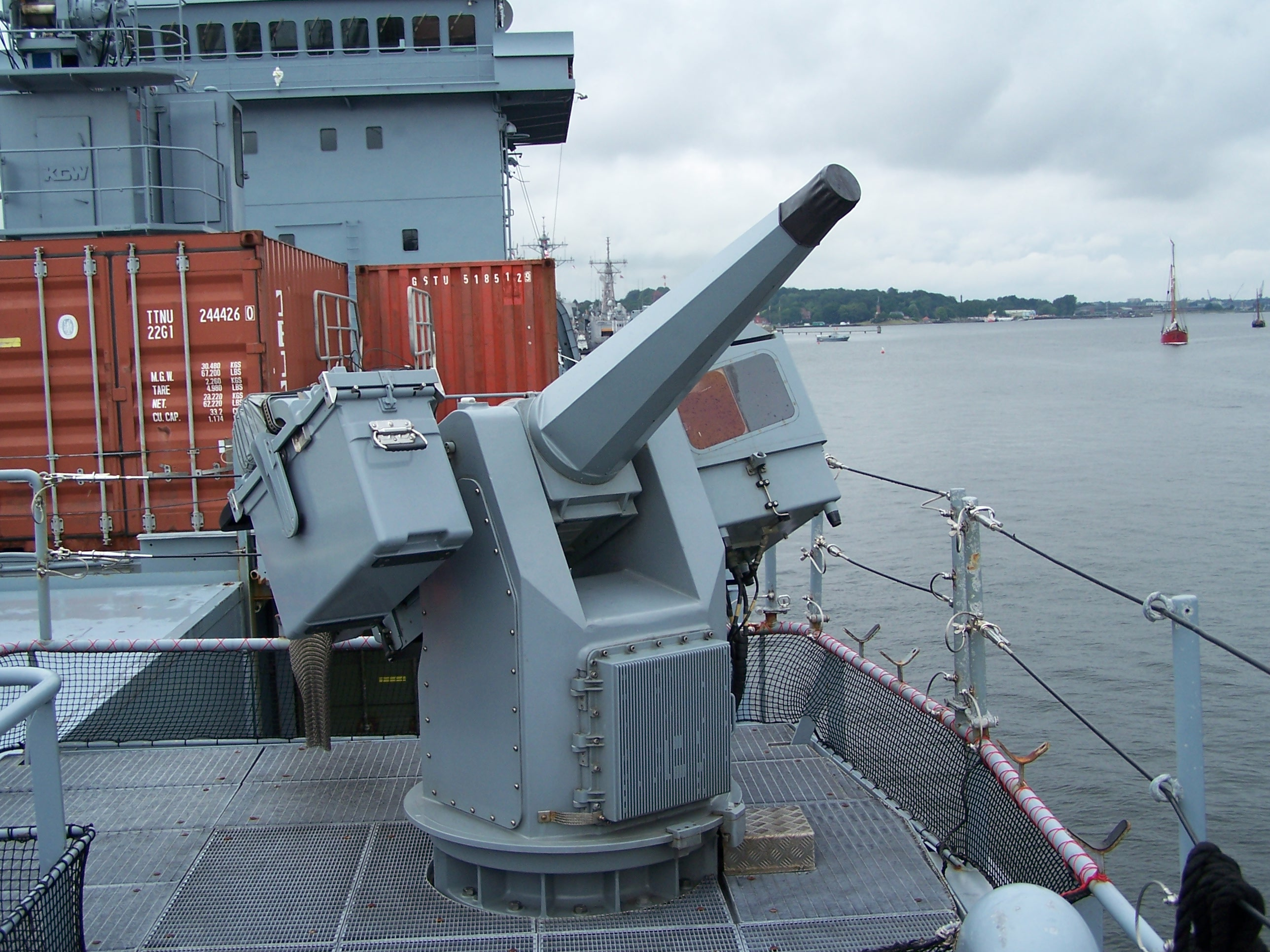
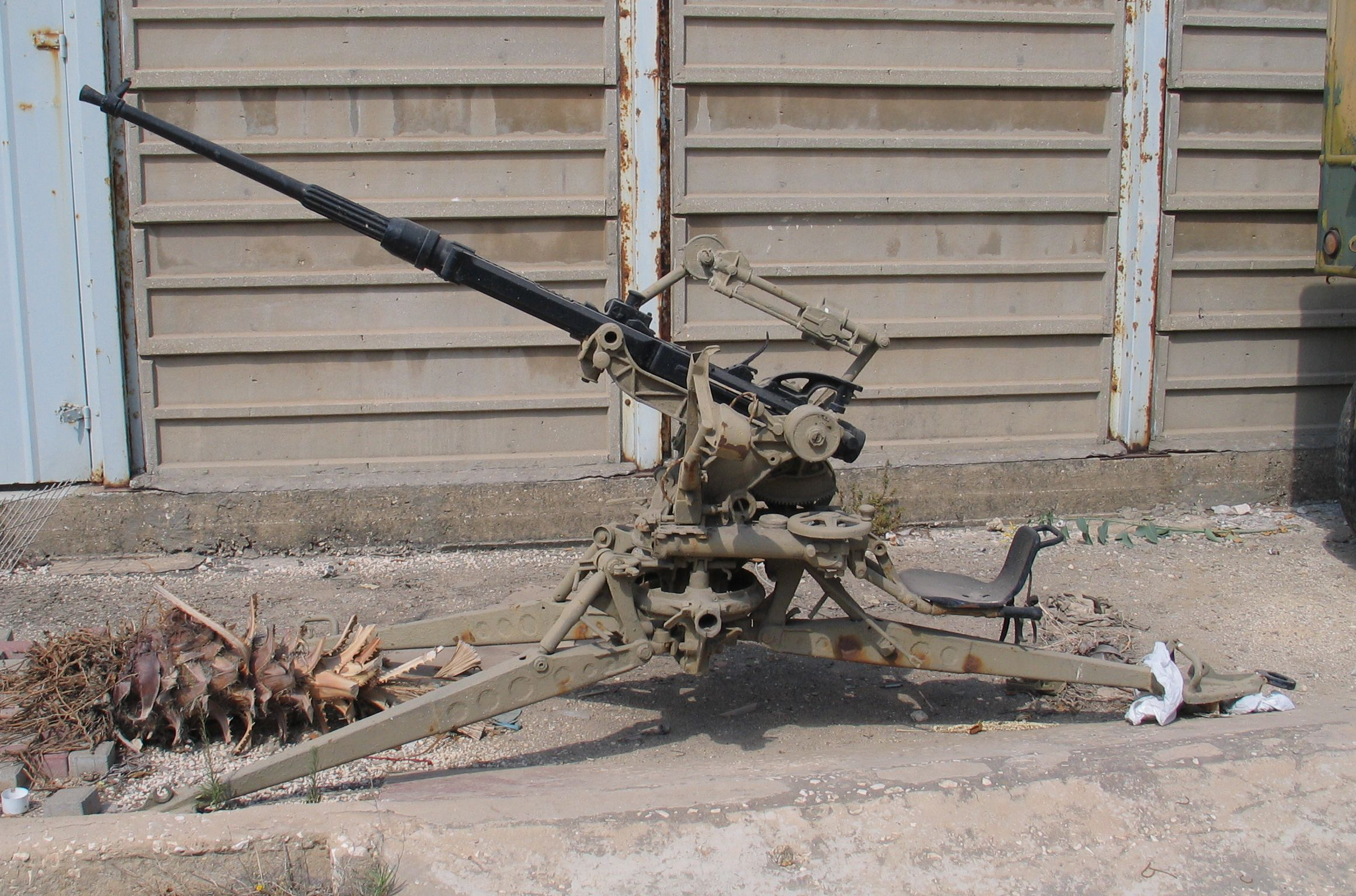
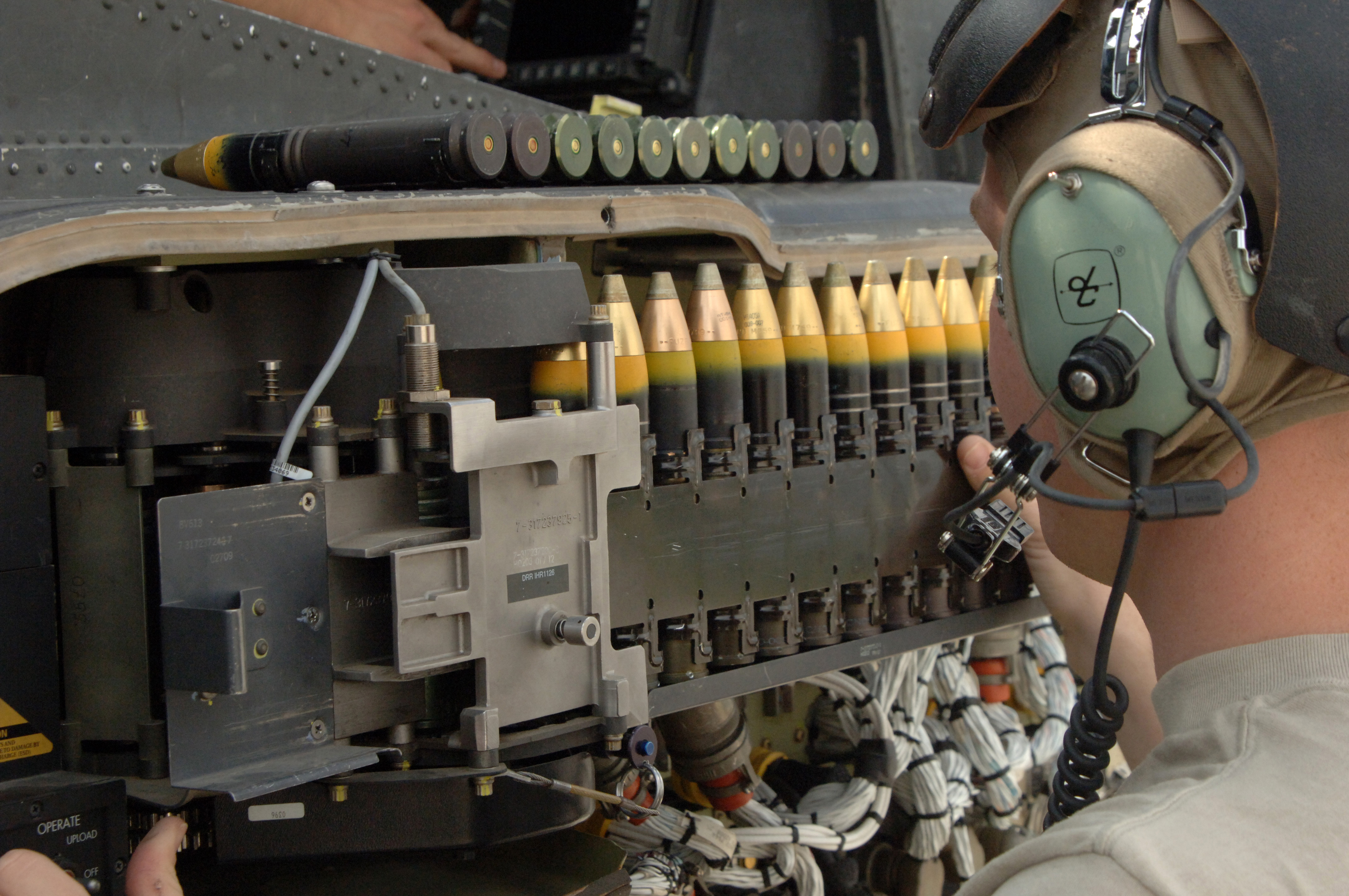